# 何紫妍
何紫妍（英語：Elaine Ho，1990年11月16日—），藝名荳荳，台灣女藝人，最初參加《大學生了沒》節目，被知名節目製作人王偉忠與詹仁雄相中而出道。自小喜歡女子團體《S.H.E》並志願成為歌手，最喜歡其中的任家萱。2018年5月起參與《娛樂百分百》的《凹嗚狼人殺》單元，在節目中表現出色，也拿到2020年度的總冠軍，是狼人殺首位，亦是目前唯一一位女冠軍。荳荳的粉絲稱為四季荳，象徵著一年四季都追隨著荳荳。

## 作品

### 電視劇
| 年 份  | 首 播            | 類型   | 劇 名                     | 角 色      |
| 2014年 |                  |        | 《終極X宿舍》             | 正妹       |
| 2015年 | 台視             | 鄉土劇 | 《天若有情》              | 葉以柔     |
| 2016年 | 台視             | 鄉土劇 | 《加油！美玲》            | 莊幸福     |
| 2016年 | 台視、東森綜合台 | 偶像劇 | 《如朕親臨》              | 店員       |
| 2017年 | 中視、東森戲劇台 | 偶像劇 | 《稍息立正我爱你》        | 何珊(珊珊) |
| 2018年 | 愛奇藝、台視     | 偶像劇 | 《1006的房客》            | 周羽喬     |
| 2019年 | 台視、八大電視   | 偶像劇 | 《我是顧家男》            | 何草莓     |
| 2019年 | 台視、八大電視   | 偶像劇 | 《我們不能是朋友》        | 王美玲     |
| 2019年 | 華視             | 偶像劇 | 《守著陽光守著你》        | 潘麗琴     |
| 2020年 | 東森戲劇台       | 偶像劇 | 《王牌辯護人》            | 游夢函     |
| 2020年 | HBO Asia         | 偶像劇 | 《戒指流浪記》            | 101小模    |
| 2021年 | 台視、三立都會台 | 台劇   | 《一個屋簷下》            | 楊佩妤     |
| 2022年 | LINE TV          | 偶像劇 | 《HIStory5–遇見未來的你》 | 魏瑟茉     |

### 電影
| 年 份  | 片 名            | 角 色 | 導 演  |
| 2015年 | 《把我娶回家》   | 呂熙  | 郎祖筠 |
| 2019年 | 《你不是一個人》 | 安琪  | 鍾青   |

### 主持
| 頻 道      | 節 目              | 性 質  |
| 非凡新聞台 | 《小資fun輕鬆》    | 主持人 |
| 東森綜合台 | 《東森旅遊玩樂誌》 | 主持人 |

### 短劇
| 年 份  | 頻 道 | 類 型  | 劇 名      | 角 色  |
| 2017年 | KKTV  | 偶像劇 | 《第一次》 | 鄭語禾 |

### 音樂
| 次序       | 專輯資料                                                                        | 曲目                                                  |
| E♥Girls EP | 《純愛 Essential Love》 - 發行年份：2010年 - 唱片公司：金星娛樂                 | 1. Essential Love (中文版) 2. Essential Love (日文版) |
| 單曲       | 《舞愛你》 - 發行年份：2016年 - 唱片公司：福茂唱片                              | 1. 舞愛你 2. 微笑的月亮（《加油！美玲》片頭曲）       |
| 單曲       | 《可不可愛》feat. 陳零九 - 發行年份：2020年 - 製作公司：JCP天堂之門文創有限公司 | 1. 可不可愛                                           |
| 單曲       | 《愛迷失了》 - 發行年份：2020年10月 - MV製作公司：柒柒娛樂影像製作              | 1. 愛迷失了                                           |

### 音樂錄影帶演出
| 年度 | 歌手   | 歌曲名稱           |
| 2019 | 尤長靖 | 《多久》           |
| 2019 | 賴晏駒 | 《是誰忍心刀了我》 |
| 2019 | 邱鋒澤 | 《預言家》         |

### 廣告
- 桂格北海道鮮奶麥片
- 遠傳電信 [12]
- 天地合補青木瓜四物飲 [13]
- 7-Eleven《Line著你集點》[14] [15]
- 台北人力銀行-在學青年系列 [16]
- Wave shine

## 獎項
- 《凹嗚狼人殺》
  - 2020年度總冠軍[17][18]
  - 2023狼者榮耀-榮耀狼王

## 爭議

### MV抄襲
2020年4月推出新歌〈可不可愛〉，因涉抄襲韓國知名女歌手IU〈Palette〉的音樂錄影帶，同月19日單曲製作人兼導演陳大天在該單曲YouTube音樂錄影帶留言向何紫妍及製作團隊道歉，何紫妍在其留言下回應：「真的很不好意思」、「未來會更努力，也會改進」，但又於同日的直播中表示：「我們就在直播間開開心心，這是我們的世界，她們也進不來，進來絕對會被我們砲轟」。同月22日何紫妍在Instagram發出道歉聲明：「針對我本人在4月19日直播的過程中，因為情緒過於激動，而導致用詞不當，造成社會觀感不佳，在此致上最深的歉意。」「本著想要呈現一個好的音樂作品給大家，卻意外造成那麼大的風波，真的非常抱歉！」同日也將YouTube上的官方音樂錄影帶改為私人影片，無法公開播放。

## 外部連結
- 何紫妍的Facebook專頁
- YouTube上的何紫妍頻道
- 何紫妍的新浪微博
- 何紫妍的Instagram帳戶
- 何紫妍的Tiktok帳號